# Talking Loud and Clear
Talking Loud and Clear är en låt av den brittiska gruppen Orchestral Manoeuvres in the Dark utgiven 1984 som den andra singeln från albumet Junk Culture. Den nådde 11:e plats på brittiska singellistan och blev en hit i flera europeiska länder, bland annat 6:a i Belgien och Nederländerna och 18:e plats i Tyskland.
B-sidan är en nyinspelad version av Julia's Song från gruppens debutalbum Orchestral Manoeuvres in the Dark.

## Utgåvor
7" singel och 7" bildskiva
1. "Talking Loud and Clear" – 3:53
2. "Julia's Song" – 4:17

12" singel
1. "Talking Loud and Clear" (extended version) – 8:50
2. "Julia's Song" (extended version) – 8:33